# 卡多朿氏魮
卡多朿氏魮（学名：Labeobarbus cardozoi）为輻鰭魚綱鯉形目鲤科的其中一種，分布於非洲剛果河流域，體長可達53公分，棲息在中底層水域，可做為食用魚。